# Coppa Svizzera (pallacanestro)
La Coppa Svizzera di pallacanestro maschile è un trofeo organizzato ogni anno in Svizzera dalla Federazione cestistica della Svizzera.
La prima edizione ha avuto luogo nel 1936. L'edizione 2020 è stata interrotta e annullata a causa della pandemia di COVID-19.

## Albo d'oro
- 1936  BC Servette Genève
- 1940  Urania Genève
- 1941  BC Servette Genève
- 1942  Urania Genève
- 1946  Sanas Merry Boys Lausanne
- 1955  Sanas Merry Boys Lausanne
- 1956  Sanas Merry Boys Lausanne
- 1957  Sanas Merry Boys Lausanne
- 1958  Federale Lugano
- 1959  Sanas Merry Boys Lausanne
- 1960  Urania Genève
- 1961  Urania Genève
- 1962  Stade Français Genève
- 1963  Sanas Merry Boys Lausanne
- 1964  Olympic Chaux-de-Fonds
- 1965  Urania Genève
- 1966  Stade Français Genève
- 1967  Fribourg Olympic
- 1968  Stade Français Genève
- 1969  Birsfelden
- 1970  Stade Français Genève
- 1971  Stade Français Genève
- 1972  Stade Français Genève
- 1973  Pregassona
- 1974  Federale Lugano
- 1975  Federale Lugano
- 1976  Fribourg Olympic
- 1977  Viganello Basket
- 1978  Fribourg Olympic
- 1979  Lugano Molino Nuovo
- 1980  Viganello Basket
- 1981  BBC Nyon
- 1982  FV Lugano
- 1983  Vevey Riviera
- 1984  Vevey Riviera
- 1985  Vevey Riviera
- 1986  Champel Ginevra
- 1987  Champel Ginevra
- 1988  Pully
- 1989  Pully
- 1990  Pully
- 1991  Pully
- 1992  Pully
- 1993  Bellinzona
- 1994  Bellinzona
- 1995  Bellinzona
- 1996  Bellinzona
- 1997  Fribourg Olympic
- 1998  Fribourg Olympic
- 1999  SAV Vacallo
- 2000  SAV Vacallo
- 2001  Lugano Snakes
- 2002  Lugano Snakes
- 2003  BBC Monthey
- 2004  Geneva Devils
- 2005  Boncourt
- 2006  BBC Monthey
- 2007  Fribourg Olympic
- 2008  SAV Vacallo
- 2009  SAV Vacallo
- 2010  Starwings
- 2011  Lugano Tigers
- 2012  Lugano Tigers
- 2013  Neuchâtel
- 2014  Lions de Genève
- 2015  Lugano Tigers
- 2016  Fribourg Olympic
- 2017  Lions de Genève
- 2018  Fribourg Olympic
- 2019  Fribourg Olympic
- 2020 non disputata
- 2021  Lions de Genève
- 2022  Fribourg Olympic
- 2023  Fribourg Olympic
- 2024  Fribourg Olympic
- 2025  Lions de Genève

## Vittorie per club
| Club                      | Vittorie | Anno                                                                   |
| ------------------------- | -------- | ---------------------------------------------------------------------- |
| Fribourg Olympic          | 12       | 1967, 1976, 1978, 1997, 1998, 2007, 2016, 2018, 2019, 2022, 2023, 2024 |
| Stade Français Genève     | 6        | 1962, 1966, 1968, 1970, 1971, 1972                                     |
| Lugano Tigers             | 6        | 1982, 2001, 2002, 2011, 2012, 2015                                     |
| Sanas Merry Boys Lausanne | 6        | 1946, 1955, 1956, 1957, 1959, 1963                                     |
| P. Lausanne Foxes         | 5        | 1988, 1989, 1990, 1991, 1992                                           |
| Urania Genève             | 5        | 1940, 1942, 1960, 1961, 1965                                           |
| Lions de Genève           | 4        | 2014, 2017, 2021, 2025                                                 |
| SAV Vacallo               | 4        | 1999, 2000, 2008, 2009                                                 |
| Bellinzona                | 4        | 1993, 1994, 1995, 1996                                                 |
| Vevey Riviera             | 3        | 1983, 1984, 1985                                                       |
| Federale Lugano           | 3        | 1958, 1974, 1975                                                       |
| BBC Monthey               | 2        | 2003, 2006                                                             |
| Champel Ginevra           | 2        | 1986, 1987                                                             |
| Viganello Basket          | 2        | 1977, 1980                                                             |
| BC Servette Genève        | 2        | 1936, 1941                                                             |
| Neuchâtel                 | 1        | 2013                                                                   |
| Starwings                 | 1        | 2010                                                                   |
| Boncourt                  | 1        | 2005                                                                   |
| Geneva Devils             | 1        | 2004                                                                   |
| Nyon Basket               | 1        | 1981                                                                   |
| Lugano Molino Nuovo       | 1        | 1979                                                                   |
| Pregassona                | 1        | 1973                                                                   |
| Birsfelden                | 1        | 1969                                                                   |
| Olympic La Chaux-de-Fonds | 1        | 1964                                                                   |